# Иван Агафонович
Иоанн Агафонович (Иван, по летописи, Гахонович) — псковский посадник.
В 1464, когда псковичи хлопотали об отделении от Новгорода в церковном отношении, Иоанн был в числе послов к великому князю. В 1471 Иоанн принимал участие в походе великого князя на Новгород и был ранен при осаде Вышгорода.
В 1474 ездил послом к великому князю в Москву, в 1476 и 1480 — в Новгород. В 1483 псковичи восстали, что стало результатом притеснений князя Ярослава, и разнесли дворы 6 посадников, в том числе двор Иоанна. В 1485 он был в посольстве в Москве по делу о восстании смердов и в 1486 после взятия великим князем — в Твери.